# Atletismo nos Jogos Pan-Americanos de 1979 - 200 m feminino
A prova dos 200 m feminino nos Jogos Pan-Americanos de 1979 foi realizada em San Juan, Porto Rico.

## Medalhistas
| Ouro                              | Prata                    | Bronze                    |
| Evelyn Ashford USA Estados Unidos | Angela Taylor CAN Canadá | Merlene Ottey JAM Jamaica |

## Resultados
| Posição           | Nome             | Nacionalidade      | Tempo | Notas |
| ----------------- | ---------------- | ------------------ | ----- | ----- |
| Medalha de ouro   | Evelyn Ashford   | USA Estados Unidos | 22.24 |       |
| Medalha de prata  | Angela Taylor    | CAN Canadá         | 22.74 |       |
| Medalha de bronze | Merlene Ottey    | JAM Jamaica        | 22.79 |       |
| 4                 | Valerie Brisco   | USA Estados Unidos | 22.84 |       |
| 5                 | Jacqueline Pusey | JAM Jamaica        | 23.08 |       |
| 6                 | Candy Ford       | BER Bermudas       | 23.70 |       |
| 7                 | Silvia Chivás    | CUB Cuba           | 23.79 |       |
| 8                 | Beatriz Allocco  | ARG Argentina      | 23.99 |       |